# ليمون بحر مونتيري
ليمون بحر مونتيري هو نوع من عاريات الخيشوم البحرية الملونة، ورخويات بطنيات الأقدام البحرية عديمة الصدفة من عائلة الدوريسيات.

## الوصف
يشبه ليمون بحر مونتيري في الشكل واللون ليمون البحر ولكن بدلاً من أن تكون الخياشيم بيضاء فهي صفراء. عادة ما تغطي الصبغة الداكنة الحديبات.

## الإنتشار
تم تسجيل ليمون بحر مونتيري من ألاسكا إلى سان دييغو.